# Viola Shafik
Viola Shafik (anhörenⓘ; * 24. Juni 1961 in Schönaich, Baden-Württemberg) ist eine deutsch-ägyptische Filmwissenschaftlerin, Kuratorin und Filmemacherin. Ihre Dissertation zum arabischen Film stellte Ende der 1990er Jahre die erste filmwissenschaftliche Darstellung der Filmproduktion und -rezeption in arabischsprachigen Ländern Nordafrikas und Westasiens in deutscher sowie danach in englischer Sprache dar und wurde auch in Ägypten verlegt. Shafik trat auch als Dokumentarfilmerin und Dozentin für Filmwissenschaft hervor und hat Filme für Festivals in Berlin, Venedig und arabischen Ländern kuratiert. Ihre Veröffentlichungen behandeln Aspekte wie die Darstellung von Menschen als „den Anderen“ in für Europäer fremden Kulturen, Genderrollen und das soziale Umfeld des Kinos in arabischen Ländern.

## Leben und Wirken
Shafik wurde als Tochter einer ägyptischen Vaters und einer deutschen Mutter geboren und wuchs in Deutschland und Ägypten auf. Sie studierte Bildende Kunst an der Kunstakademie Stuttgart und Islamwissenschaften und Filmwissenschaft an der Universität Hamburg. 1994 promovierte sie zum Dr. phil. mit der Arbeit Der Arabische Film: Geschichte und kulturelle Identität. Diese Darstellung war die erste filmwissenschaftliche Darstellung zum Filmschaffen in arabischen Ländern in deutscher und, mit der Übersetzung von 1998, in englischer Sprache.
Mit Hilfe eines Stipendiums der Rockefeller Humanities Foundation forschte Shafik 1996 in New York und lehrte später an der American University in Kairo und der Universität Zürich. Weiterhin arbeitete sie als Übersetzerin für das deutsche Fernsehen und verfasste journalistische Texte über Filme aus Nahost. Für englischsprachige Veröffentlichungen verfasste sie zudem Überblicksartikel zum Kino in Ägypten und Palästina.
Im Studienjahr 2006/07 war Shafik Fellow am Wissenschaftskolleg zu Berlin. In ihrem Forschungsvorhaben „Der populäre ägyptische Film: Geschlecht, Klasse, Nation“ versuchte sie „die filmische Repräsentation von Geschlecht, Klasse, religiöser und ethnischer Zugehörigkeit von der Entstehung der Filmindustrie in den 1930er Jahren bis zur Ära der Globalisierung zu untersuchen, die sich mit der Bildung der aktuellen nationalen ägyptischen Identität durch eine Studie der Publikumswahrnehmung, der Starpersönlichkeiten und verschiedener filmischer Genres überschneidet.“
Beim Filmfestival in Venedig 2012 war sie als Kuratorin für arabische Filme in der Sektion Orizzonti tätig, und im selben Jahr kuratierte sie für das Tribeca Film Festival in Doha eine Hommage an das algerische Kino.
Von 2012 bis 2014 leitete sie ein Programm für künftige Filmschaffende des Documentary Campus München. Dadurch entstanden Dokumentarfilme in der MENA-Region (Middle East and North Africa). Unter anderem bot das Programm Filmemachern aus der Region die Möglichkeit, ihre Geschichten von den ägyptischen, libyschen und tunesischen Revolutionen, ihren Auswirkungen auf die Gesellschaft und der Enttäuschung der Menschen zu erzählen. Im Jahr 2022 war sie Mitglied der unabhängigen Jury jordanischer und arabischer Filmemacher für den Jordan Film Fund für Stipendien an Film- und Fernsehprojekte jordanischer Filmemacher. Weiterhin ist Shafik Mitglied des Auswahlgremiums des World Cinema Fund der Berlinale. Seit Anfang der 2000er Jahre lebt Shafik in Berlin.

### Der Arabische Film: Geschichte und kulturelle Identität
Shafiks Buch beruht auf ihrer Dissertation zum arabischen Kino. Darin nahm sie Bezug auf Spielfilme, die in verschiedenen Ländern wie Ägypten, Algerien, Marokko, Tunesien, Irak, Syrien und im Libanon entstanden sind. Sie analysierte die künstlerischen, politischen, historischen und wirtschaftlichen Aspekte des Kinos und der Filmproduktion in diesen Ländern. Dabei ging sie sowohl auf die unterschiedlichen Voraussetzungen für die Filme nach der Unabhängigkeit der Länder sowie spezifische historische und kulturelle Identitäten wie auch auf Gemeinsamkeiten ein, z. B. die weitgehend fehlende staatliche Unterstützung und die daraus resultierende Tendenz zum kommerziellen Erfolg. Die englische Fassung von 1998 wurde 2007 für eine Neuauflage überarbeitet. Eine Rezension für die Zeitschrift Egypt Today nannte das Buch „eine reichhaltige, vielschichtige (wenn auch akademische) Studie.“ Die Einbeziehung von Filmen aus der ganzen arabischen Welt wurde als die Stärke des Buches hervorgehoben, da es umfangreiche Beschreibungen der oft marginalisierten Filme aus Algerien, Tunesien und Marokko enthält. Der Kulturwissenschaftler Siegfried Kaltenegger bezeichnete Shafiks Buch in der Fachzeitschrift Medienwissenschaft als umfassende Darstellung, verfasst „mit ebenso großer Sachkenntnis wie interkultureller Sensibilität.“

## Filme
Shafiks Dokumentarfilm Der Zitronenbaum (The Lemon Tree) von 1993 spiegelt die pessimistische Stimmung der Ära unmittelbar nach dem zweiten Golfkrieg im Nahen Osten in den frühen 1990er Jahren wider. Shafik adaptierte hierfür eine Kurzgeschichte des Dichters und ehemaligen Botschafters der Arabischen Liga, Ibrahim Shokrallah, die wiederum auf Ereignissen seines eigenen Lebens beruht. Der Film wurde mit dem Preis für den besten Kurzdokumentarfilm beim Images of the Arab World Festival 1993 ausgezeichnet.
Ihr Dokumentarfilm Die Reise der Königin Teje (2004) behandelt die Herkunft einer ägyptischen antiken Skulptur, die Ende des 19. Jahrhunderts von einem Berliner Kunstsammlers erworben wurde und 1920 dem Ägyptischen Museum in Berlin gestiftet wurde. Dadurch thematisierte der Film auch die Rolle von Archäologie und Museumssammlungen im Zusammenhang mit europäischem Kolonialismus in Nordafrika. Im Kulturmagazin The Markaz Review veröffentlichte sie im September 2022 dazu einen Essay über die Entstehung des Films im Zusammenhang mit der Diskussion um Rückgaben von Kulturgut kolonialer Herkunft.
Shafiks Film Ali im Paradies (My Name is not Ali) aus dem Jahr 2011 ist ein Dokumentarfilm über El Hedi ben Salem, den Hauptdarsteller in Rainer Werner Fassbinders „Angst essen Seele auf“. Dazu verwendete sie Interviews mit Familienangehörigen von Salem und Material aus Filmarchiven, die den Schauspieler und den Regisseur sowie andere Künstler des Originalfilms zeigen. Zentrale Themen dieses Films sind Rassismus, homosexuelle Beziehungen und die Erfindung des „Anderen“ in Deutschland. Laut einer Rezension im US-Magazin Variety werde der Film „die vielen Arthouse-Typen faszinieren“, die immer noch an Fassbinders Filmen und Leben interessiert sind, wohingegen in der Fachzeitschrift The Hollywood Reporter eine negative Rezension erschien.
Shafiks Dokumentarfilm Arij (Scent of Revolution) wurde auf der Berlinale 2014 uraufgeführt. Darin berichten vier ägyptische Protagonisten, ein Sammler von Foto-Negativen, ein koptischer politischer Aktivist, ein älterer sozialistischer Schriftsteller und eine jüngere Cyberspace-Designerin, über ihre Sicht der Probleme Ägyptens, sowohl in Bezug auf frühere als auch auf die Revolution in Ägypten im Jahr 2011. Die Rezension hierzu in Variety kritisierte einen nicht überzeugenden Zusammenhang der einzelnen Teile und zitierte Shafik mit den Worten: „Dies ist nicht der Film, den ich machen wollte.“

## Filmografie (Auswahl)
- 1987: Das Innere des Granatapfels, Experimentalfilm
- 1993: Der Zitronenbaum (The Lemon Tree)[24]
- 1999: Die Mutter des Lichtes und ihre Töchter (Planting of Girls)[25]
- 2004: Die Reise der Königin Teje, Dokumentarfilm[26]
- 2011: Ali im Paradies (My Name is not Ali)
- 2014: Arij (Scent of Revolution)

## Veröffentlichungen (Auswahl)
- Documentary Filmmaking in the Middle East and North Africa. Cairo: American University in Cairo Press; 2022.
- Angst, Begehren und die Produktion des Anderen: der Westen und die Arabische Welt im Film. In Neuwirth Angelika und Günter Stock (Hrsg.): Europa Im Nahen Osten – Der Nahe Osten in Europa. Berlin: Akademie Verlag; 2012. ISBN 978-3-05-004905-2.
- Arab Cinema: History and Cultural Identity. [New revised ed.] Cairo: American University in Cairo Press; 2007. ISBN 978-1-936190-57-7.
- Ala Al-Hamarneh, J. Thielmann (Hrsg.): Islam and Muslims in Germany. Brill, Leiden 2008, ISBN 978-90-474-3000-1, Turkish-German filmmaking: From phobic liminality to transgressive glocality? (englisch, brill.com).
- Popular Egyptian Cinema: Gender, Class and Nation, AUC Press, Cairo, 2007
- Prostitute for a Good Reason: Stars and Morality in Egyptian Cinema. In Women's Studies International Forum 24, 6 (2001): 711-725.
- Variety or Unity: Minorities in Egyptian Cinema. In Orient 39, 4 (Dec. 1998): 627-648.
- Der Arabische Film: Geschichte und kulturelle Identität. Bielefeld: Aisthesis, 1996.